# Рептово (Куявсько-Поморське воєводство)
Рептово (пол. Reptowo, нім. Reptau) — село в Польщі, у гміні Домброва-Хелмінська Бидґозького повіту Куявсько-Поморського воєводства.
У 1975-1998 роках село належало до Бидгощського воєводства.